# Ferrieria
Ferrieria is een monotypisch geslacht van spinnen uit de  familie van de Anyphaenidae (buisspinnen).

## Soort
- Ferrieria echinata Tullgren, 1901